# Sovrani d'Iberia

Bandiera usata nel V secolo

Elenco dei sovrani succedutisi alla guida del Regno d'Iberia (299 a.C.-580 d.C.) e del Principato d'Iberia (588 - 891), divenuto poi Regno degli Iberi (891-1008).

## Regno d'Iberia (299 a.C. - 580 d.C.)

Farnabazo I (299 a.C.-234)

Farasmane II (116-132)

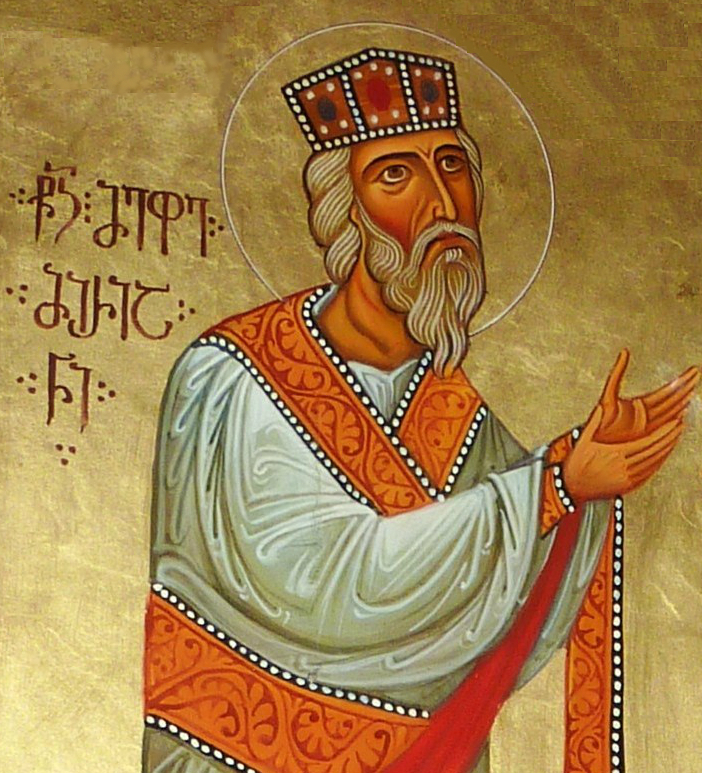
Mirian III (284-361)

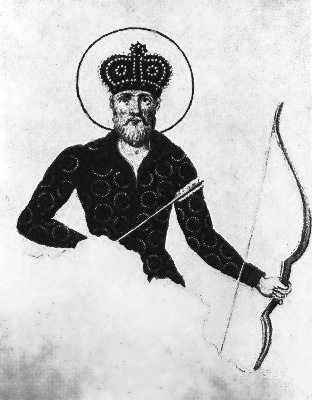
Vakhtang I (447-522)

La lista cronologica dei re d'Iberia è oggetto di numerose domande. Molti storici e genealogisti hanno espresso disaccordo rispetto alle informazioni contenute nelle Cronache georgiane medievali. Lo storico del Caucaso Cyril Toumanoff ha proposto una propria genealogia rettificata, che tiene in considerazione le antiche fonti straniere (greche, latine, persiane ed armene) e che riposa su una logica più certa. Nel corso della storia del Regno d'Iberia si successero quattro dinastie: la farnabazida, l'artasside, l'arsacide e la cosroide. Toumanoff ha sostenuto che il re Mirian III, fondatore della dinastia dei cosroidi, fosse un principe mihranide.

### Parnavazidi
- Farnabazo I (ფარნავაზ I, Parnavazi I), (299 a.C.-234 a.C.)
- Sauromace I (საურმაგ I, Saurmagi I), (234 a.C.-159 a.C.)
- Mirian I (მირვან I, Mirvani I), (159 a.C.-109 a.C.)
- Farnajom (ფარნაჯომი, Parnajomi), (109 a.C.-90 a.C.)

### Artassidi
- Artaxias I (არშაკ I, Arshak I), (90-78)
- Artoce (არტაგ, Artag), (78-63)
- Farnabazo II (ფარნავაზ II, Parnavazi II), (63-30)
- Mirian II (მირვან II, Mirvani II), (30-20)
- Artaxias II (არშაკ II, Arshak II), (20-1 d.C.)
- Farasmane I (ფარსმან I, Parsman I), (1-58)
- Mitridate I (მითრიდატე I, Mitridate I), (58-106)
- Amazaspo I (ამაზასპ I, Amazaspi I), (106-116)
- Farasmane II (ფარსმან II, Parsman II), (116-132)
- Radamiste (ღადამი, Ghadami), (132-135)
- Farasmane III (ფარსმან III, Parsman III), (135-185)
- Amazaspo II (ამაზასპ II, Amazaspi II), (185-189)

### Arsacidi
- Rev I (რევ I, Rev I), (189-216)
- Vache I (ვაჩე I, Vache I), (216-234)
- Bacurio I (ბაკურ I, Bakur I), (234-249)
- Mitridate II (მითრიდატე II, Mitridate II), (249-265)
  - Amazaspo III (ამაზასპ III, Amazaspi III), (260-265) - anti-re
- Aspacuro I d'Iberia (ასფაგურ I, Aspagur I), (265-284)

### Mihranidi-Cosroidi
- Mirian III (მირვან III, Mirvani III), (284-361)
  - Rev II (რევ II, Rev II), (341-361) - co-regente
- Sauromace II (საურმაგ II, Saurmagi II), (361-363)
- Varaz-Bacurio I (ვარაზ-ბაკურ I, Varaz-Bakur I), (363-365)
- Mitridate III (მითრიდატე III, Mitridate III), (365-380)
- Varaz-Bacurio I (ვარაზ-ბაკურ I, Varaz-Bakur I), (380-394)
- Tiridate (თრდატი, Trdati), (394-406)
- Farasmane IV (ფარსმან IV, Parsman IV), (406-409)
- Mitridate IV (მითრიდატე IV, Mitridate IV), (409-411)
- Archil (არჩილი, Archili), (411-435)
- Mitridate V (მითრიდატე V, Mitridate V), (435-447)
- Vakhtang I (ვახტანგ I, Vakhtang I), (447-522)
- Vache II (ვაჩე II, Vache II), (522-534)
- Bacurio II (ბაკურ II, Bakur II), (534-547)
- Farasmane V (ფარსმან V, Parsman V), (547-561)
- Farasmane VI (ფარსმან VI, Parsman VI), (561-?)
- Bacurio III (ბაკურ III, Bakur III), (?-580)

## Principato d'Iberia (588 - 891)
A seguito della soppressione del Regno d'Iberia ad opera dell'Impero sasanide (580), i nobili locali esortarono l'imperatore bizantino Maurizio a ricreare lo Stato soppresso, ma nel 591 Costantinopoli e la Persia si accordarono per spartirsi il paese, con Tbilisi che finì in mani persiane mentre Mtskheta andò ai bizantini. La guida formale dell'Iberia fu affidata a dei principi frequentemente insigniti del titolo bizantino di curopalate. Fu proprio nel periodo del Principato che emerse la dinastia dei Bagration, destinata a governare la Georgia fino all'annessione russa (1801-1810). Il Principato fu trasformato in Regno dei kartveli tra l'888 e l'891 per opera di Adarnase IV.

### Guaramidi, Cosroidi, Nersianidi
- Guaram I (გუარამ I, Guaram I), (588-590)
- Stefano I (სტეფანოზ I, Stepanoz I), (590-627)
- Adarnase I (ადარნასე I, Adarnase I), (627-637/642)
- Stefano II (სტეფანოზ II, Stepanoz II), (637/642-650)
- Adarnase II (ადარნასე II, Adarnase II), (650-684)

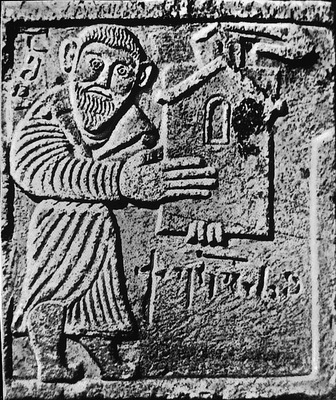
Ashot I (813–830)

- Guaram II (გუარამ II, Guaram II), (684-693)
- Guaram III (გუარამ III, Guaram III), (693-748)
- Adarnase III (ადარნასე III, Adarnase III), (748-760)
- Nerse (ნერსე, Nerse), (760–772, 775–779/780)
- Stefano III (სტეფანოზ III, Stepanoz III), (779/780–786)

### Bagratidi
- Ashot I (აშოტ I, Ashot I), (813–830) - Principe di Cartalia
- Bagrat I (ბაგრატ I, Bagrat I), (842/843–876) - Principe di Cartalia
- Davide I (დავით I, Davit I), (876–881) - Principe di Cartalia
- Gurgen I (გურგენ I, Gurgen I), (881–891) - Principe di Cartalia
- Adarnase IV (ადარნასე IV, Adarnase IV), (888/891–923) - Re dei kartveli
- Davide II (დავით II, Davit II), (923–937) - Re dei kartveli
- Sumbat I (სუმბატ I, Sumbat I), (937–958) - Re dei kartveli
- Bagrat II (ბაგრატ II, Bagrat II), (958–994) - Re dei kartveli
- Gurgen II (გურგენ II, Gurgen II), (994–1008) - Re dei kartveli